# Mura di Batignano
Le mura di Batignano costituiscono il sistema difensivo del borgo di Batignano, frazione del comune di Grosseto, in Toscana.

## Storia
Una prima cinta muraria fu costruita a Batignano durante il XII secolo per difendere l'area signorile situata nella parte sommitale dell'abitato.
Con il passare del tempo, il centro andò sempre più espandendosi verso il pianoro concentrico situato a livello inferiore rispetto alla preesistente area signorile; terminato tale processo, ci fu la necessità di costruire un ulteriore dispositivo difensivo che proteggesse la parte meno antica.

La costruzione delle nuove mura, più esterne delle preesistenti, andò avanti tra il XIII e il XIV secolo e, una volta ultimate, assunsero un perimetro grossolanamente ellittico.
Nei secoli successivi, le mura di Batignano seguirono il destino del resto del borgo, andando incontro a periodi di declino seguiti da opere di ristrutturazione e riqualificazione urbana, che hanno portato, tra l'altro, ad incorporare  alcuni tratti di cortina muraria nei muri perimetrali esterni di edifici abitativi.

## Descrizione

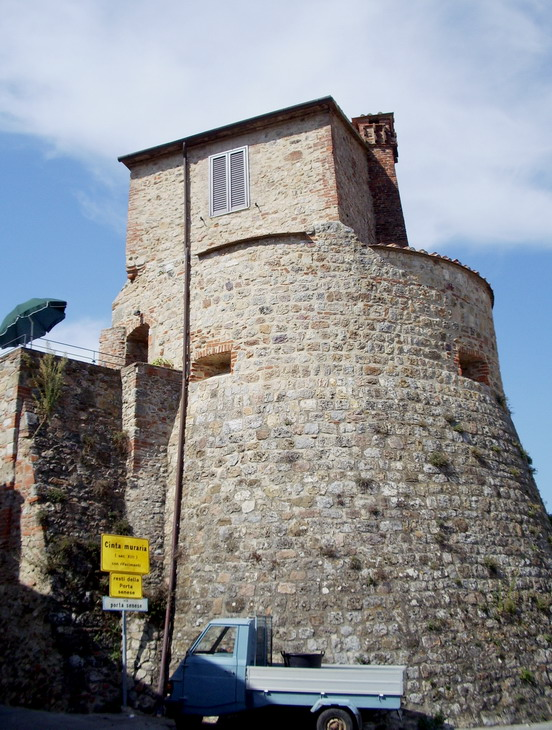
La porta Senese dall'esterno

Le mura sono suddivisibili in due distinte cerchie concentriche, una più antica interna ed una relativamente più moderna esterna.
La cinta muraria interna, di forma trapezoidale, è stata pressoché incorporata nelle pareti esterne degli edifici situati nella parte sommitale del centro, tra i quali sono riconoscibili l'antico cassero e un edificio turriforme.
La cinta muraria esterna, di forma grossolanamente ellittica, delimita interamente il borgo, alternando alcuni tratti di cortina che hanno perfettamente conservato le originarie caratteristiche medievali (sponda occidentale della cerchia) ad altri che risultano incorporati nelle pareti perimetrali esterni di alcuni fabbricati.
Lungo la cinta esterna si aprono due porte (a nord-est e a sud-ovest), mentre lungo la sponda occidentale si eleva una torre.

## Architetture lungo le mura
- Porta Senese
- Porta Grossetana
- Torre Quadrata